# 第58回全日本吹奏楽コンクール
第58回全日本吹奏楽コンクールは、2010年に開かれた「全日本吹奏楽コンクール」の第58回大会である。この記事では、大会の概要と詳細、結果について記す。

## 概要
- 開催会場 愛媛県県民文化会館 ひめぎんホール、普門館
- 開催県（所属支部） 愛媛県県民文化会館：愛媛県（四国支部）、普門館：東京都（東京支部）
- 開催日 2010年10月23日（土）（大学）、24日（日）（職場・一般）、30日（土）（中学校）、31日（日）（高等学校）
- 開催部門 中学、高等学校（普門館） 大学、職場・一般（愛媛県県民文化会館）
- 表賞 グループ表彰（●金賞・●銀賞・●銅賞）
- 課題曲
  - I 迷走するサラバンド（広瀬正憲）
  - II オーディナリー・マーチ（高橋宏樹）
  - III 吹奏楽のための民謡「うちなーのてぃだ」（長野雄行）
  - IV 汐風のマーチ（田嶋勉）
  - V 吹奏楽のためのスケルツォ 第2番 ≪夏≫（鹿野草平）

## 詳細
2010年に開催された全日本吹奏楽コンクールの第58回大会。この年は96団体が参加した。その内、初出場は16団体（中：7、高：4、大：1、職・一：4）、3出達成は18団体（中：4、高：9、大：2、職・一：3）、3出休明けが11団体（中：3、高：1、大：4、職・一：3）だった。また、3出で出られなかったのは17団体（中：5、高：6、大：2、職・一：4）だった。
初出場は「伊勢崎市立赤堀中学校」（銅賞）、「仙台市立向陽台中学校」（銀賞）、「豊中市立第十一中学校」（銀賞）、「須坂市立相森中学校」（銀賞）、「宮崎市立生目中学校」（銅賞）、「金沢市立額中学校」（銀賞）、「水戸市立第四中学校」（金賞）、「江の川学園石見智翠館高等学校」（銅賞）、「八代白百合学園高等学校」（銅賞）、「前橋市立前橋高等学校」（銅賞）、「山形県立山形中央高等学校」（銅賞）、「福島大学吹奏楽団」（銅賞）、「デアクライス・ブラスオルケスター」（銀賞）、「古河シティウインドオーケストラ」（銀賞）、「藤原大征とゆかいな音楽仲間たち」（銅賞）、「創価学会北海道吹奏楽団」（銀賞）の16団体である。
3出達成は「宇美町立宇美東中学校」（銀賞）、「松山市立南中学校」（銅賞）、「徳島市立国府中学校」（銅賞）、「相馬市立向陽中学校」（銅賞）、「富山県立高岡商業高等学校」（銅賞）、「柏市立柏高等学校」（金賞）、「秋田県立秋田南高等学校」（銀賞）、「春日部共栄高等学校」（金賞）、「安城学園高等学校」（銅賞）、「東海大学付属第四高等学校」（銀賞）「天理高等学校」（銀賞）、「習志野市立習志野高等学校」（銀賞）、「原田学園鹿児島情報高等学校」（金賞）、「文教大学吹奏楽部」（金賞）、「駒澤大学吹奏楽部」（金賞）、「NTT西日本中国吹奏楽クラブ」（銀賞）、「名取交響吹奏楽団」（銀賞）、「ブリヂストン吹奏楽団久留米」（金賞）の18団体である。
3出休明けは「生駒市立生駒中学校」（銀賞）、「出雲市立第一中学校」（金賞）、「柏市立酒井根中学校」（金賞）、「明浄学院高等学校」（銀賞）、「札幌大学吹奏楽団」（銀賞）、「福岡工業大学吹奏楽団」（銀賞）、「龍谷大学学友会学術文化局吹奏楽部」（金賞）、「金沢大学吹奏楽団」（銅賞）、「ヤマハ吹奏楽団浜松」（金賞）、「ウインドアンサンブル ドゥ・ノール」（銅賞）、「大津シンフォニックバンド」（銅賞）の11団体である。
3出で出られなかったのは「秋田市立山王中学校」、「湯沢市立湯沢南中学校」、「松戸市立和名ヶ谷中学校」、「習志野市立第五中学校」、「小平市立小平第三中学校」、「福島県立湯本高等学校」、「横浜創英中学・高等学校」、「埼玉県立伊奈学園総合高等学校」、「精華女子高等学校」、「光ヶ丘女子高等学校」、「大阪府立淀川工科高等学校」、「東北福祉大学吹奏楽部」、「近畿大学吹奏楽部」、「秋田吹奏楽団」、「相模原市民吹奏楽団」、「尼崎市吹奏楽団」、「鏡野吹奏楽団」の17団体である。
「札幌市立白石中学校」は8年ぶり2回目の出場で初の金賞を受賞、「水戸市立第四中学校」は初出場にて金賞を受賞、「原田学園鹿児島情報高等学校」は3年連続3回目の出場で初の金賞を受賞、「大津シンフォニックバンド」は11回目の出場で初の銅賞を獲得した。また、東海大学付属高輪台高等学校は「出れば金賞」の記録を6に、創価グロリア吹奏楽団も「出れば金賞」の記録を7に伸ばした。
この年は職場・一般の部で全26団体中金賞が5個しか出なかったことに非難の声が挙がっている。各ホームページや吹奏楽雑誌「バンドジャーナル」でも取り上げられ問題視されている。原因として以下の要因が挙げられる。
- 銀賞1位が複数団体あった。
- 金賞団体と銀賞団体の得点差が大きかった。

銀賞1位団体は前半に4団体、後半に2団体と特に前半でかなり多かった。従って、金賞を与えてしまうと、金：銀：銅のバランスが崩れてしまうため（金3：銀4：銅3）必然的に銀賞を与えなければならなかった。また、後者の方は前半で見られた。従って、以前から前後半統一して審査を行うように声が挙がっているが実現されていない。
また、この年は日本テレビの1億人の大質問!?笑ってコラえて!で「日本列島 吹奏楽の旅 2010」が組まれ、全日本吹奏楽コンクールに対する注目を集めた。

## 結果

### 中学の部
| 順      | 団体名                 | 課題曲 | 自由曲 | 指揮者     | 代表支部            | 賞 |
| 前半 1  | 伊勢崎市立赤堀中学校   | IV     | ハリソンの夢 （ピーター・グレイアム作曲） | 中里泰登   | 西関東支部 群馬県   | ●  |
| 前半 2  | 宇美町立宇美東中学校   | I      | 吹奏楽のための「神話」〜天の岩屋戸の物語による （大栗裕作曲） | 南光俊     | 九州支部 福岡県     | ●  |
| 前半 3  | 越谷市立北中学校       | II     | 歌劇「カヴァレリア・ルスティカーナ」 （ピエトロ・マスカーニ作曲・宍倉晃編曲）                                                                                      | 田中秀和   | 西関東支部 埼玉県   | ●  |
| 前半 4  | 周南市立岐陽中学校     | I      | 交響詩「ローマの噴水」 （オットリーノ・レスピーギ作曲・木村吉宏編曲）                                                                                              | 山本章子   | 中国支部 山口県     | ●  |
| 前半 5  | 仙台市立向陽台中学校   | IV     | バレエ音楽「ロメオとジュリエット」より モンタギュー家とキャピュレット家、タイボルトの死 （セルゲイ・プロコフィエフ作曲・鈴木英史編曲）                             | 大内泉     | 東北支部 宮城県     | ●  |
| 前半 6  | 松山市立南中学校       | II     | 喜歌劇「こうもり」セレクション （ヨハン・シュトラウスII世作曲・鈴木英史編曲）                                                                                      | 高岡英二   | 四国支部 愛媛県     | ●  |
| 前半 7  | 札幌市立白石中学校     | IV     | 科戸の鵲巣 –吹奏楽のための祝典序曲 （中橋愛生作曲） | 多米恵理子 | 北海道支部 札幌地区 | ●  |
| 前半 8  | 豊中市立第十一中学校   | IV     | ハリソンの夢 （ピーター・グレイアム作曲） | 橋本裕行   | 関西支部 大阪府     | ●  |
| 前半 9  | 玉川学園中学部         | I      | バレエ音楽「マ・メール・ロワ」より パゴダの女王レドロネット、妖精の園 （モーリス・ラヴェル作曲・鈴木英史編曲）                                                     | 土屋和彦   | 東京支部 東京都     | ●  |
| 前半 10 | 神戸市立本庄中学校     | IV     | バレエ音楽「シンデレラ」より イントロダクション、舞踏会の翌朝から喧嘩、オリエンタル〜ワルツ、コーダ、真夜中 （セルゲイ・プロコフィエフ作曲・大橋晃一、西山潔編曲） | 永田隆博   | 関西支部 兵庫県     | ●  |
| 前半 11 | 能美市立根上中学校     | I      | エクストリーム・メイク・オーヴァー 〜チャイコフスキーの主題による変容〜 （ヨハン・デ・メイ作曲）                                                                   | 上高裕希   | 北陸支部 石川県     | ●  |
| 前半 12 | 岡崎市立竜海中学校     | I      | 謝肉祭 （ロベルト・シューマン作曲・田村文生編曲） | 太田智宏   | 東海支部 愛知県     | ●  |
| 前半 13 | 松戸市立第四中学校     | IV     | 3つの交響的素描「海」より 風と海との対話 （クロード・ドビュッシー作曲・佐藤正人編曲）                                                                              | 須藤卓眞   | 東関東支部 千葉県   | ●  |
| 前半 14 | 日進市立日進中学校     | I      | 交響詩「ドン・ファン」 （リヒャルト・シュトラウス作曲・森田一浩編曲）                                                                                              | 清野雅子   | 東海支部 愛知県     | ●  |
| 前半 15 | 仙台市立八軒中学校     | IV     | 交響曲第2番より III. IV. （セルゲイ・ラフマニノフ作曲・瀬尾宗利編曲）                                                                                              | 高田志穂   | 東北支部 宮城県     | ●  |
| 後半 1  | 徳島市立国府中学校     | I      | 交響曲第1番「巨人」より 第4楽章 （グスタフ・マーラー作曲・森田一浩編曲）                                                                                           | 藤本澄代   | 四国支部 徳島県     | ●  |
| 後半 2  | 相馬市立向陽中学校     | I      | パガニーニの主題による狂詩曲 （セルゲイ・ラフマニノフ作曲・森田一浩編曲）                                                                                          | 斎藤美保子 | 東北支部 福島県     | ●  |
| 後半 3  | 須坂市立相森中学校     | II     | バレエ音楽「青銅の騎士」より （レインゴリト・グリエール作曲・石津谷治法編曲）                                                                                      | 山岸浩     | 東海支部 長野県     | ●  |
| 後半 4  | 佐賀市立成章中学校     | II     | ア・ウィークエンド・イン・ニューヨーク （フィリップ・スパーク作曲）                                                                                                | 杉町たまみ | 九州支部 佐賀県     | ●  |
| 後半 5  | 旭川市立緑が丘中学校   | IV     | 舞踏組曲より II. V. VI. （ベラ・バルトーク作曲・鈴木英史編曲） | 南裕一     | 北海道支部 旭川地区 | ●  |
| 後半 6  | 宮崎市立生目中学校     | IV     | 喜歌劇「伯爵夫人マリツァ」セレクション （エメリッヒ・カールマン作曲・鈴木英史編曲）                                                                                | 片野勝平   | 九州支部 宮崎県     | ●  |
| 後半 7  | 羽村市立羽村第一中学校 | III    | 交響曲第3番「シンフォニーポエム」 （アラム・ハチャトゥリアン作曲・玉寄勝治編曲）                                                                                   | 玉寄勝治   | 東京支部 東京都     | ●  |
| 後半 8  | 生駒市立生駒中学校     | IV     | 交響曲第4番より 第4楽章 （P.I.チャイコフスキー作曲・マーク・ハインズレー編曲）                                                                                     | 牧野耕也   | 関西支部 奈良県     | ●  |
| 後半 9  | 出雲市立第一中学校     | I      | 交響曲第2番より 第1、4楽章 （マルコム・アーノルド作曲・中原達彦編曲）                                                                                              | 小西慶一   | 中国支部 島根県     | ●  |
| 後半 10 | 金沢市立額中学校       | IV     | 吹奏楽のための「神話」〜天の岩屋戸の物語による （大栗裕作曲） | 田中一宏   | 北陸支部 石川県     | ●  |
| 後半 11 | 水戸市立第四中学校     | IV     | バレエ音楽「ダフニスとクロエ」より 序奏と宗教的な踊り、全員の踊り （モーリス・ラヴェル作曲・紫園鐘久編曲）                                                         | 岡田宏之   | 東関東支部 茨城県   | ●  |
| 後半 12 | 甲斐市立敷島中学校     | IV     | バレエ音楽「中国の不思議な役人」より （ベラ・バルトーク作曲・加養浩幸編曲）                                                                                        | 田中誠     | 西関東支部 山梨県   | ●  |
| 後半 13 | 柏市立酒井根中学校     | II     | 吹奏楽のための風景詩「陽が昇るとき」より 衝動、情緒、陽光 （高昌帥作曲）                                                                                           | 犬塚禎浩   | 東関東支部 千葉県   | ●  |
| 後半 14 | 大田市立第一中学校     | III    | 交響組曲「寄港地」より II.チュニス～ネフタ、III.ヴァレンシア （ジャック・イベール作曲・ピエール・デュポン編曲）                                                    | 竹下克敏   | 中国支部 島根県     | ●  |
| ------- | ---------------------- | ------ | --- | ---------- | ------------------- | -- |

### 高校の部
| 順      | 団体名                       | 課題曲 | 自由曲 | 指揮者     | 代表支部            | 賞 |
| 前半 1  | 富山県立高岡商業高等学校     | II     | シンフォニエッタより III. V. （レオシュ・ヤナーチェク作曲・デニス・ウィック編曲）                                                        | 神田賢二   | 北陸支部 富山県     | ●  |
| 前半 2  | 柏市立柏高等学校             | IV     | トリトン・デュアリティ （長生淳作曲） | 石田修一   | 東関東支部 千葉県   | ●  |
| 前半 3  | 東海大学付属高輪台高等学校   | I      | 交響詩「モンタニャールの詩」 （ヤン・ヴァン=デル=ロースト作曲）                                                                          | 畠田貴生   | 東京支部 東京都     | ●  |
| 前半 4  | 玉名女子高等学校             | IV     | 交響詩「ローマの祭り」より チルチェンセス、主顕祭 （オットリーノ・レスピーギ作曲・建部知弘編曲）                                         | 米田真一   | 九州支部 熊本県     | ●  |
| 前半 5  | 江の川学園石見智翠館高等学校 | I      | 交響詩「ローマの祭り」より チルチェンセス、主顕祭 （オットリーノ・レスピーギ作曲・森田一浩編曲）                                         | 田中健一   | 中国支部 島根県     | ●  |
| 前半 6  | 秋田県立秋田南高等学校       | V      | 管弦楽のための舞踏詩「ラ・ヴァルス」 （モーリス・ラヴェル作曲・天野正道編曲）                                                            | 阿部智博   | 東北支部 秋田県     | ●  |
| 前半 7  | 明浄学院高等学校             | IV     | ウインドオーケストラのためのマインドスケープ （高昌帥作曲）                                                                              | 小野川昭博 | 関西支部 大阪府     | ●  |
| 前半 8  | 愛媛県立伊予高等学校         | IV     | 楽劇「サロメ」より 7つのヴェールの踊り （リヒャルト・シュトラウス作曲・仲田守編曲）                                                      | 長谷川公彦 | 四国支部 愛媛県     | ●  |
| 前半 9  | 八代白百合学園高等学校       | IV     | ア・ウィークエンド・イン・ニューヨーク （フィリップ・スパーク作曲）                                                                      | 服部明子   | 九州支部 熊本県     | ●  |
| 前半 10 | 春日部共栄高等学校           | V      | シンフォニエッタ第2番「祈りの鐘」 （福島弘和作曲）                                                                                       | 都賀城太郎 | 西関東支部 埼玉県   | ●  |
| 前半 11 | 安城学園高等学校             | IV     | バレエ音楽「白鳥の湖」より 第1幕 第1場の情景、小さい白鳥の踊り、終曲 （P.I.チャイコフスキー作曲・鈴木英史編曲）                          | 吉見光三   | 東海支部 愛知県     | ●  |
| 前半 12 | 埼玉栄高等学校               | I      | 歌劇「マノン・レスコー」 （ジャコモ・プッチーニ作曲・宍倉晃編曲）                                                                        | 大滝実     | 西関東支部 埼玉県   | ●  |
| 前半 13 | 東海大学付属第四高等学校     | II     | バレエ音楽「ガイーヌ」より 前奏曲、友情の踊り、アイシェの孤独、剣の舞、収穫祭 （アラム・ハチャトゥリアン作曲・中村俊哉編曲）             | 井田重芳   | 北海道支部 札幌地区 | ●  |
| 前半 14 | 岡山学芸館高等学校           | V      | ガランタ舞曲 （ゾルタン・コダーイ作曲・森田一浩編曲）                                                                                    | 中川重則   | 中国支部 岡山県     | ●  |
| 前半 15 | 福島県立磐城高等学校         | IV     | 華麗なる舞曲 （C.T.スミス作曲） | 根本直人   | 東北支部 福島県     | ●  |
| 後半 1  | 長野県長野高等学校           | IV     | バレエ音楽「ダフニスとクロエ」第2組曲より 夜明け、全員の踊り （モーリス・ラヴェル作曲・松井深之編曲）                                    | 松井深之   | 東海支部 長野県     | ●  |
| 後半 2  | 天理高等学校                 | I      | 交響三章より 第3楽章 （三善晃作曲・天野正道編曲）                                                                                        | 吉田秀高   | 関西支部 奈良県     | ●  |
| 後半 3  | 北海道旭川商業高等学校       | IV     | 歌劇「カヴァレリア・ルスティカーナ」 （ピエトロ・マスカーニ作曲・穴倉晃）                                                                | 佐藤淳     | 北海道支部 旭川地区 | ●  |
| 後半 4  | 習志野市立習志野高等学校     | II     | バレエ組曲「火の鳥」より 王女たちのロンド、魔王カスチェイの凶悪な踊り、終曲 （イーゴル・ストラヴィンスキー作曲・ランディ・アールズ編曲） | 石津谷治法 | 東関東支部 千葉県   | ●  |
| 後半 5  | 愛知工業大学名電高等学校     | IV     | 三つのジャポニスムより I. II. III. （真島俊夫作曲）                                                                                      | 伊藤宏樹   | 東海支部 愛知県     | ●  |
| 後半 6  | 高知県立高知西高等学校       | V      | リベレーション 〜我を解き放ち給え〜 （デイヴィッド・マスランカ作曲）                                                                     | 中山直之   | 四国支部 高知県     | ●  |
| 後半 7  | 前橋市立前橋高等学校         | III    | 舞踏組曲 （ベラ・バルトーク作曲・山本教生編曲）                                                                                          | 山本佳弘   | 西関東支部 群馬県   | ●  |
| 後半 8  | 常総学院高等学校             | V      | バッハの名による幻想曲とフーガ （フランツ・リスト作曲・田村文生編曲）                                                                    | 本図智夫   | 東関東支部 茨城県   | ●  |
| 後半 9  | 石川県立小松明峰高等学校     | IV     | ディオニソスの祭り （フローラン・シュミット作曲）                                                                                        | 斉藤忠直   | 北陸支部 石川県     | ●  |
| 後半 10 | 修道高等学校                 | V      | 歌劇「トゥーランドット」 （ジャコモ・プッチーニ作曲・後藤洋編曲）                                                                        | 大咲司朗   | 中国支部 広島県     | ●  |
| 後半 11 | 原田学園鹿児島情報高等学校   | II     | アルプスの詩 （フランコ・チェザリーニ作曲）                                                                                              | 屋比久勲   | 九州支部 鹿児島県   | ●  |
| 後半 12 | 大阪桐蔭高等学校             | III    | レクイエムより 聖なるかな、くすしきラッパの音、奉納唱、我をすくいたまえ （ジュゼッペ・ヴェルディ作曲・福田洋介編曲）                     | 梅田隆司   | 関西支部 大阪府     | ●  |
| 後半 13 | 山形県立山形中央高等学校     | II     | アルプス交響曲より 夜、日の出、頂上、雷雨と嵐、下山、嵐 （リヒャルト・シュトラウス作曲・森田一浩編曲）                                   | 佐藤誠基   | 東北支部 山形県     | ●  |
| 後半 14 | 東京都立片倉高等学校         | V      | バレエ音楽「ダフニスとクロエ」第2組曲より 夜明け、全員の踊り （モーリス・ラヴェル作曲・甘粕宏和編曲）                                    | 馬場正英   | 東京支部 東京都     | ●  |
| ------- | ---------------------------- | ------ | --- | ---------- | ------------------- | -- |

### 大学の部
| 順 | 団体名                                                 | 課題曲 | 自由曲                                                                          | 指揮者   | 代表支部            | 賞 |
| 1  | 神奈川大学吹奏楽部                                     | V      | ヴァニタス （高昌帥作曲）                                                       | 小澤俊朗 | 東関東支部 神奈川県 | ●  |
| 2  | 福岡大学応援指導部吹奏楽団                             | I      | 「カルミナ・ブラーナ」より （カール・オルフ作曲・ジョン・クランス編曲）         | 花岡金光 | 九州支部 福岡県     | ●  |
| 3  | 札幌大学吹奏楽団                                       | II     | バレエ音楽「クエスト（審問）」より （ウィリアム・ウォルトン作曲・木村吉宏編曲） | 今井敏勝 | 北海道支部 札幌地区 | ●  |
| 4  | 文教大学吹奏楽部                                       | III    | アダージョ・スウォヴィアンスキエ II （天野正道作曲）                            | 佐川聖二 | 西関東支部 埼玉県   | ●  |
| 5  | 立命館大学応援団吹奏楽部                               | I      | カントゥス・ソナーレ （鈴木英史作曲）                                           | 茶屋克彦 | 関西支部 京都府     | ●  |
| 6  | 静岡大学吹奏楽団                                       | II     | ハンガリー民謡「くじゃく」による変奏曲 （ゾルタン・コダーイ作曲・森田一浩編曲） | 三田村健 | 東海支部 静岡県     | ●  |
| 7  | 福岡工業大学吹奏楽団                                   | V      | 波の穂 （長生淳作曲）                                                           | 柴田裕二 | 九州支部 福岡県     | ●  |
| 8  | 龍谷大学学友会学術文化局吹奏楽部                       | III    | てぃーだ （酒井格作曲）                                                         | 若林義人 | 関西支部 京都府     | ●  |
| 9  | 川崎医療福祉大学ウインドオーケストラハートフルウインズ | IV     | リベレーション 〜我を解き放ち給え〜 （デイヴィッド・マスランカ作曲）            | 岩田俊哉 | 中国支部 岡山県     | ●  |
| 10 | 金沢大学吹奏楽団                                       | I      | カレイドスコープ〜ブルックの歌による5つの変奏曲 （フィリップ・スパーク作曲）    | 澤江武史 | 北陸支部 石川県     | ●  |
| 11 | 駒澤大学吹奏楽部                                       | II     | バレエ音楽｢中国の不思議な役人｣より （ベラ・バルトーク作曲）                     | 上埜孝   | 東京支部 東京都     | ●  |
| 12 | 福島大学吹奏楽団                                       | IV     | 紺碧の波涛 （長生淳作曲）                                                       | 井上龍郎 | 東北支部 福島県     | ●  |
| -- | ------------------------------------------------------ | ------ | ------------------------------------------------------------------------------- | -------- | ------------------- | -- |

### 職場・一般の部
| 順     | 団体名                               | 課題曲 | 自由曲 | 指揮者     | 代表支部            | 賞 |
| 前半1  | 大曲吹奏楽団                         | IV     | バレエ音楽「チェックメイト」より 四人の騎士たちの踊り、黒の女王の登場、終曲 （アーサー・ブリス作曲・G.ウィリアムズ編曲）                                                                    | 小塚類     | 東北支部 秋田県     | ●  |
| 前半2  | 創価学会関西吹奏楽団                 | II     | シンフォニエッタ第2番「祈りの鐘」 （福島弘和作曲） | 伊勢敏之   | 関西支部 大阪府     | ●  |
| 前半3  | 佐賀市民吹奏楽団                     | I      | 交響詩「ティル・オイレンシュピーゲルの愉快ないたずら」 （リヒャルト・シュトラウス作曲・森田一浩編曲）                                                                                       | 南里隆弘   | 九州支部 佐賀県     | ●  |
| 前半4  | デアクライス・ブラスオルケスター     | III    | セルゲイ・モンタージュ （鈴木英史作曲） | 佐川聖二   | 東京支部 東京都     | ●  |
| 前半5  | 古河シティウインドオーケストラ       | I      | カントゥス・ソナーレ （鈴木英史作曲） | 福田昌範   | 東関東支部 茨城県   | ●  |
| 前半6  | 玉名女子ウインドアンサンブル         | IV     | カプレーティとモンテッキ 〜「ロメオとジュリエット」その愛と死〜 （天野正道作曲） | 米田真一   | 九州支部 熊本県     | ●  |
| 前半7  | ヤマハ吹奏楽団浜松                   | V      | 復興 （保科洋作曲） | 須川展也   | 東海支部 静岡県     | ●  |
| 前半8  | 百萬石ウィンドオーケストラ           | II     | オーロラの目覚め （ジョン・マッキー作曲） | 仲田守     | 北陸支部 石川県     | ●  |
| 前半9  | ウインドアンサンブル ドゥ・ノール    | IV     | 組曲「仮面舞踏会」より （アラム・ハチャトゥリアン作曲・仲田守編曲） | 仲田守     | 北海道支部 札幌地区 | ●  |
| 前半10 | 川越奏和奏友会吹奏楽団               | V      | バレエ音楽「バッカスとアリアーヌ」第2組曲より 口づけとディオニソスの歓喜、バッカスに仕える女たちの行進、バッカスとアリアーヌの踊り、バッカナール （アルベール・ルーセル作曲・佐藤正人編曲） | 佐藤正人   | 西関東支部 埼玉県   | ●  |
| 前半11 | 藤原大征とゆかいな音楽仲間たち       | IV     | 歌劇「ラ・ボエーム」より ファンタジア （ジャコモ・プッチーニ作曲・淀彰編曲） | 藤原大征   | 四国支部 愛媛県     | ●  |
| 前半12 | NTT西日本中国吹奏楽クラブ            | IV     | ア・ウィークエンド・イン・ニューヨーク （フィリップ・スパーク作曲） | 金田康孝   | 中国支部 広島県     | ●  |
| 前半13 | 泉シンフォニックウインドオーケストラ | II     | カプレーティとモンテッキ 〜「ロメオとジュリエット」その愛と死〜 （天野正道作曲） | 荒井富雄   | 東北支部 宮城県     | ●  |
| 後半1  | 横浜ブラスオルケスター               | V      | 無伴奏ヴァイオリン・パルティータ第2番より シャコンヌ （J.S.バッハ作曲・森田一浩編曲） | 近藤久敦   | 東関東支部 神奈川県 | ●  |
| 後半2  | 名取交響吹奏楽団                     | II     | パガニーニの主題による狂詩曲 （セルゲイ・ラフマニノフ作曲・森田一浩編曲） | 近藤久敦   | 東北支部 宮城県     | ●  |
| 後半3  | 出雲吹奏楽団                         | IV     | 「翡翠」より （ジョン・マッキー作曲） | 仲田守     | 中国支部 島根県     | ●  |
| 後半4  | 大津シンフォニックバンド             | IV     | 吹奏楽のためのバラードV （兼田敏作曲） | 森島洋一   | 関西支部 滋賀県     | ●  |
| 後半5  | 伊奈学園OB吹奏楽団                   | IV     | スピリッテッド・アウェイ （久石譲作曲・森田一浩） | 宇畑知樹   | 西関東支部 埼玉県   | ●  |
| 後半6  | 宝塚市吹奏楽団                       | II     | カントゥス・ソナーレ （鈴木英史作曲） | 渡辺秀之   | 関西支部 兵庫県     | ●  |
| 後半7  | グラールウインドオーケストラ         | III    | 交響曲第1番より 第4楽章 （天野正道作曲） | 佐川聖二   | 東関東支部 神奈川県 | ●  |
| 後半8  | 創価学会北海道吹奏楽団               | II     | 吹奏楽のための交響的印象「海響」 （和田薫作曲） | 甘粕宏和   | 北海道支部 日胆地区 | ●  |
| 後半9  | ソノーレ・ウインドアンサンブル       | II     | おほなゐ 〜1995.1.17 阪神淡路大震災へのオマージュ〜 （天野正道作曲） | 佐藤正人   | 北陸支部 福井県     | ●  |
| 後半10 | 創価中部サウンド吹奏楽団             | II     | 交響詩「ドンファン」 （リヒャルト・シュトラウス作曲・森田一浩編曲） | 多戸幾久三 | 東海支部 愛知県     | ●  |
| 後半11 | ブリヂストン吹奏楽団久留米           | IV     | ディオニソスの祭り （フローラン・シュミット作曲） | 小野照三   | 九州支部 福岡県     | ●  |
| 後半12 | 創価グロリア吹奏楽団                 | I      | ラッキードラゴン〜第五福竜丸の記憶〜 （福島弘和作曲） | 中村睦郎   | 東京支部 東京都     | ●  |
| 後半13 | 高松市民吹奏楽団                     | I      | バレエ音楽「シバの女王ベルキス」より （オットリーノ・レスピーギ作曲・木村吉宏編曲） | 金川公久   | 四国支部 香川県     | ●  |
| ------ | ------------------------------------ | ------ | --- | ---------- | ------------------- | -- |